# Розенбюрг

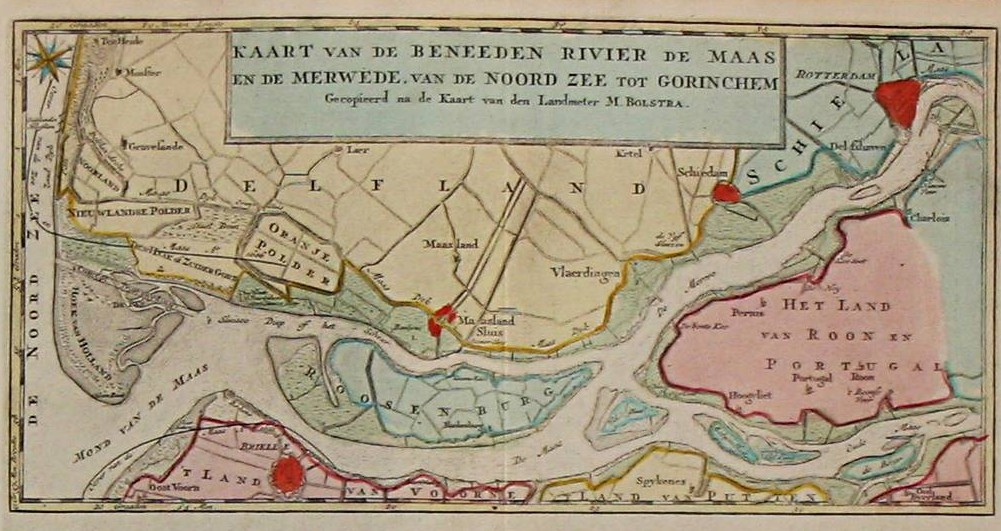
Розенбюрг в 1769 году

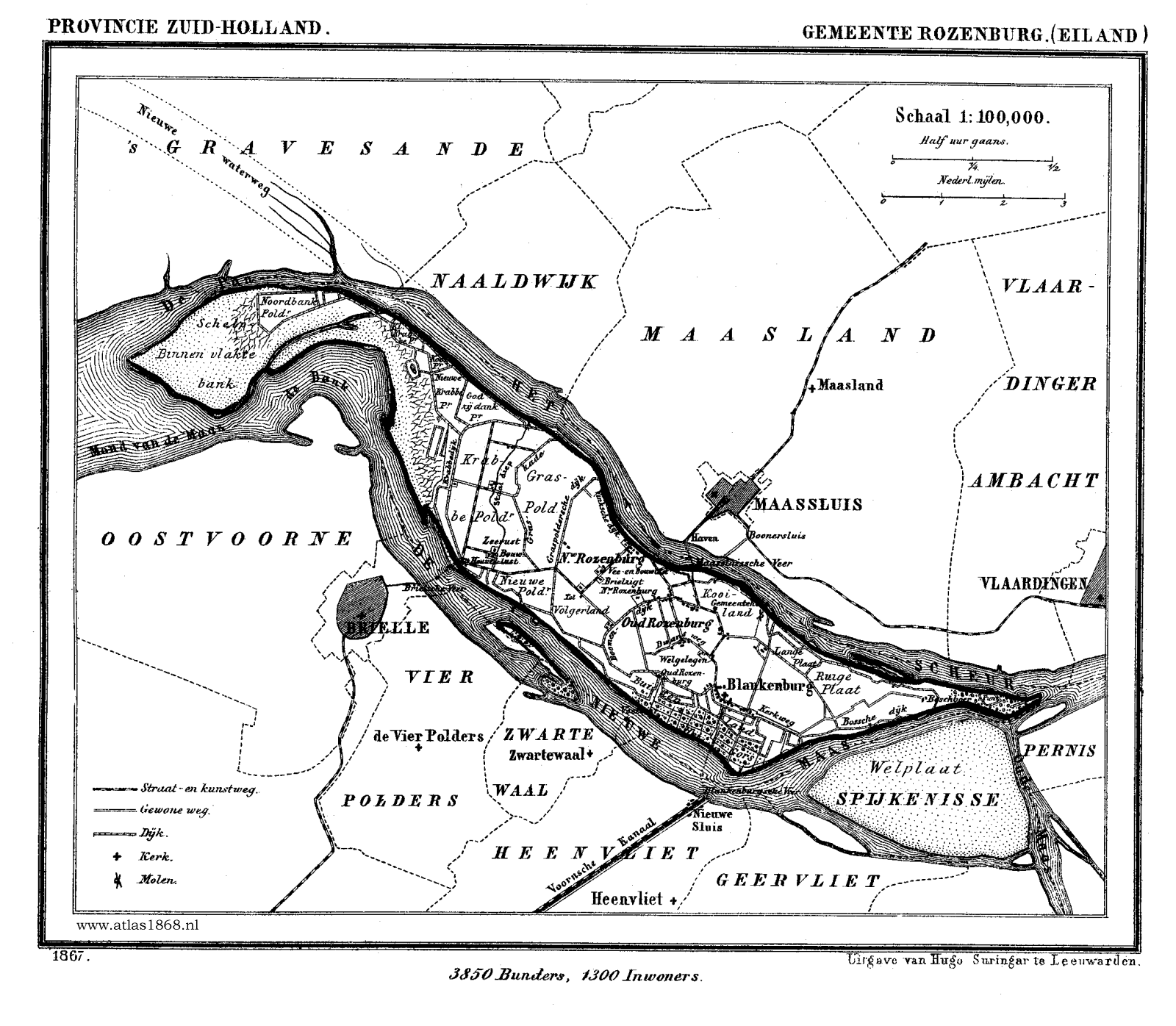
Розенбюрг в 1867 году

Розенбюрг (нидерл. Rozenburg) — речной остров в Нидерландах в дельте Рейна и Мааса. Остров был создан в XVI веке на основе нескольких песчаных отмелей в устье реки Маас. В 1568 году началось сооружение первой серии дамб, а в 1586 году на острове появились первые постоянные жители.
На севере остров омывается рекой Схёр и каналом Ньиве-Ватервег, на юге — озером Брилсемер и каналом Хартелканал, на востоке — рекой Ауде-Маас, и на западе — каналом Берканал.